# 神奈川県道・東京都道57号相模原大蔵町線

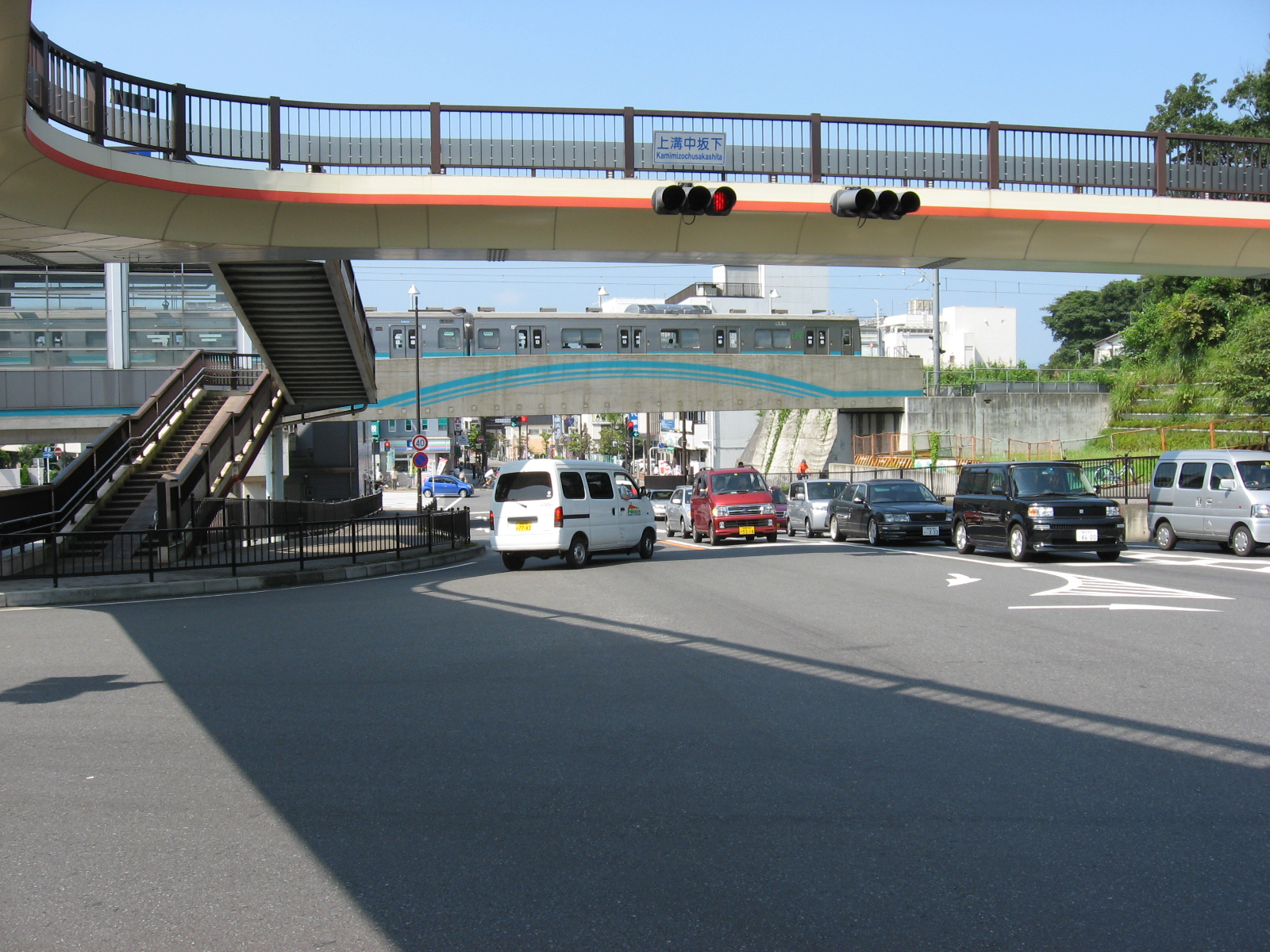
上溝中坂下交差点（上溝駅前） - 奥が起点側、左手前が終点側

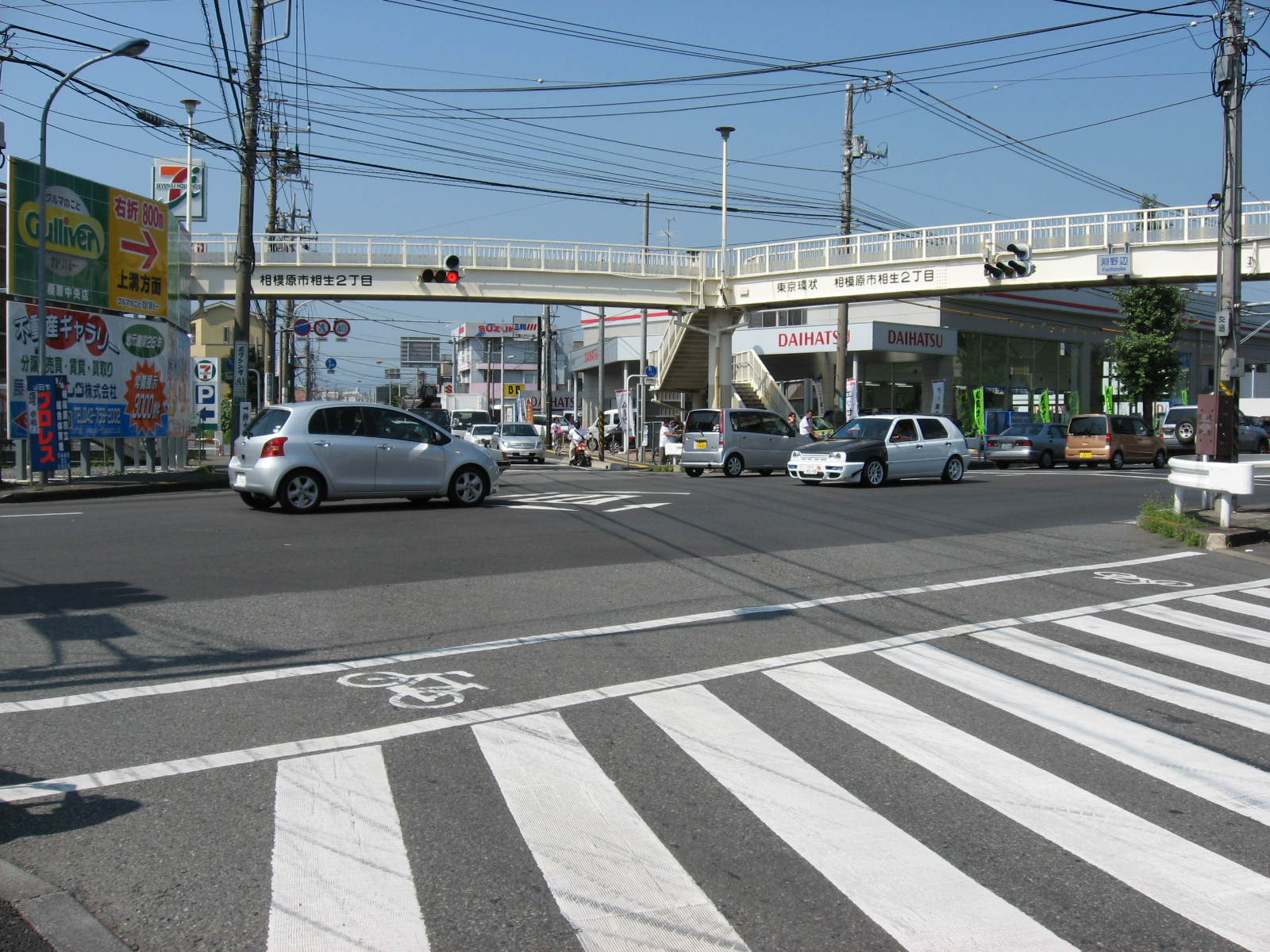
相模原市淵野辺交差点 - 奥が起点側。左右は国道16号

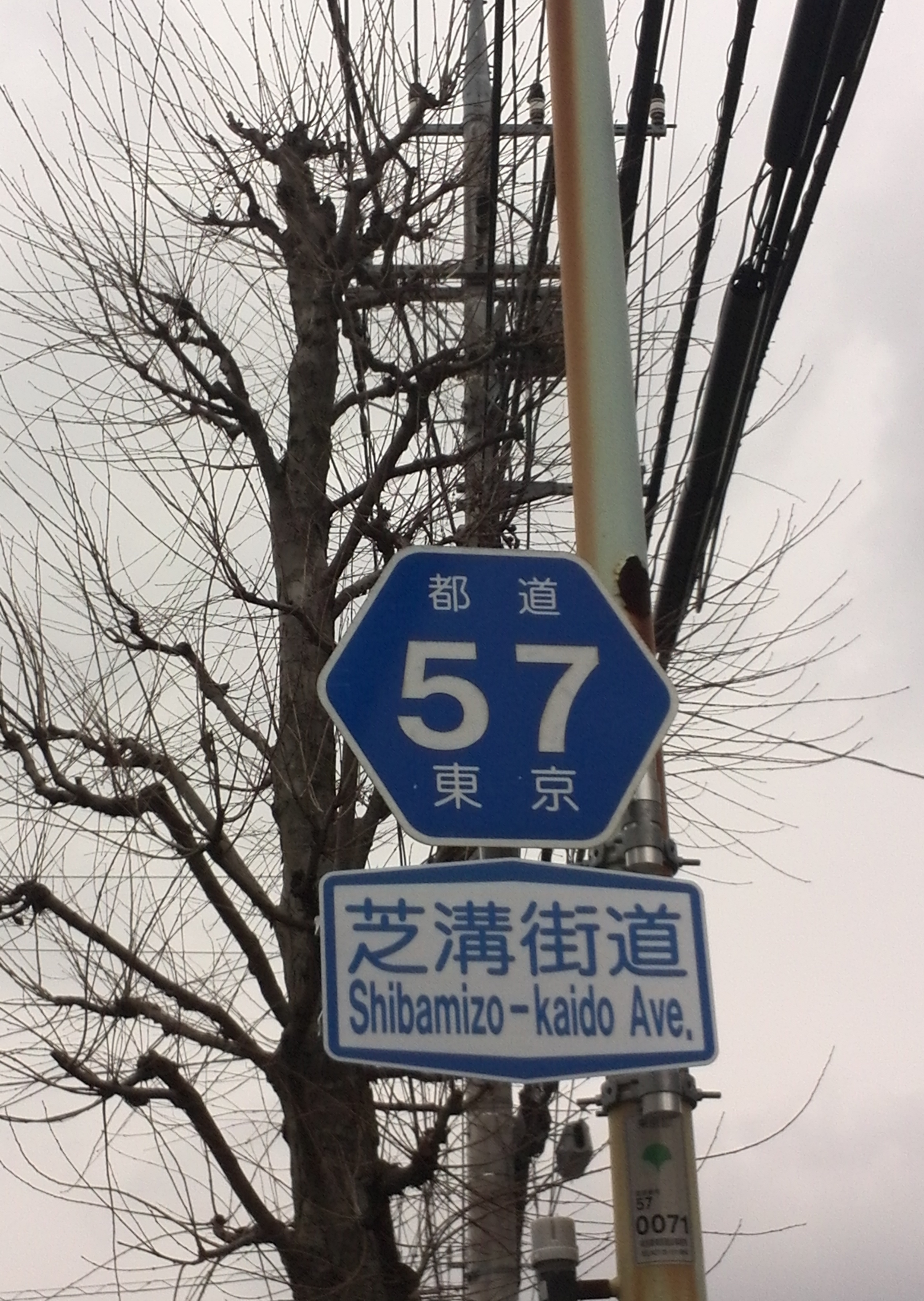
芝溝街道の標識表示（東京都町田市図師町）

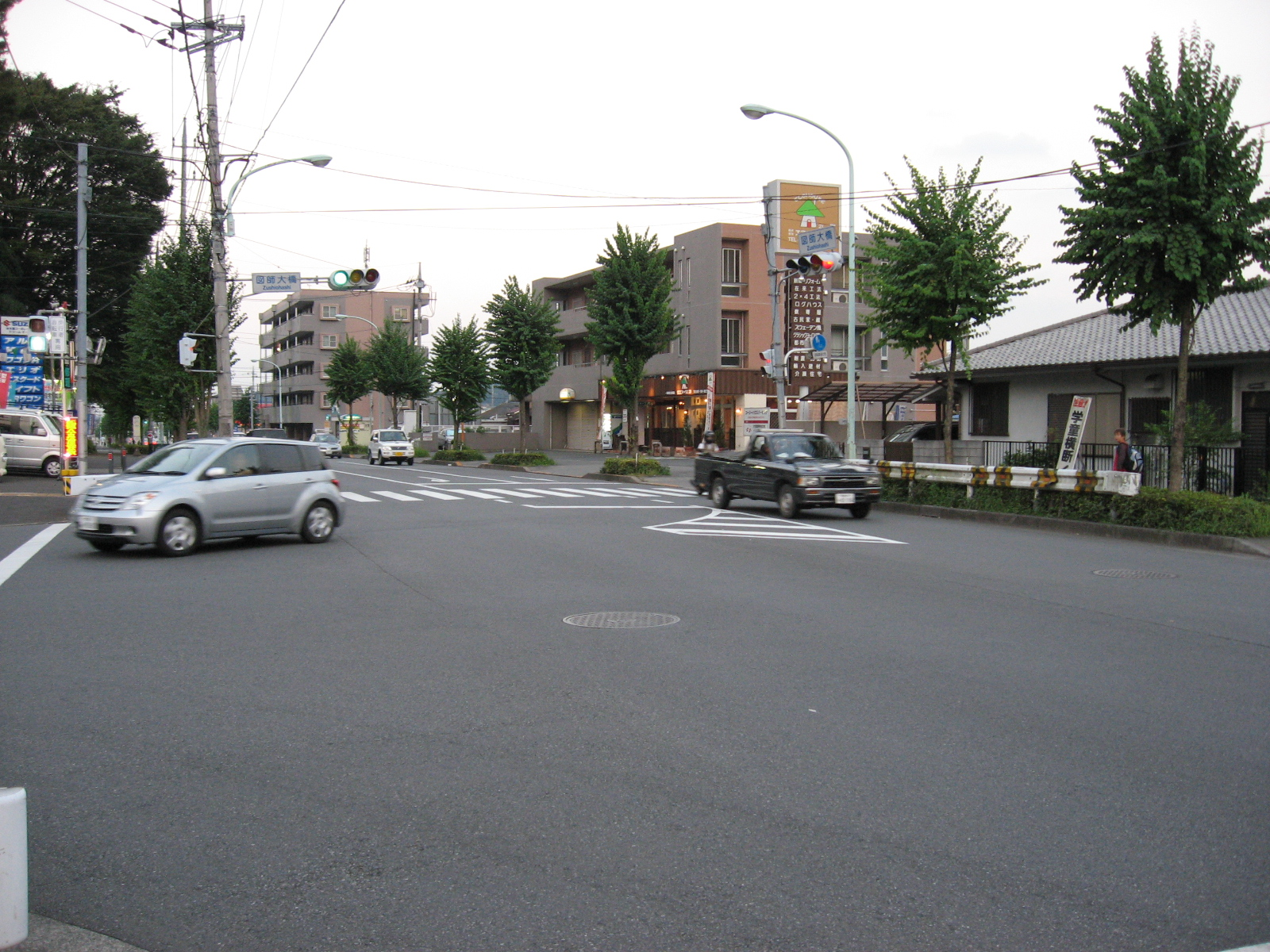
図師大橋交差点（町田市図師町）
手前が起点側、奥が終点側

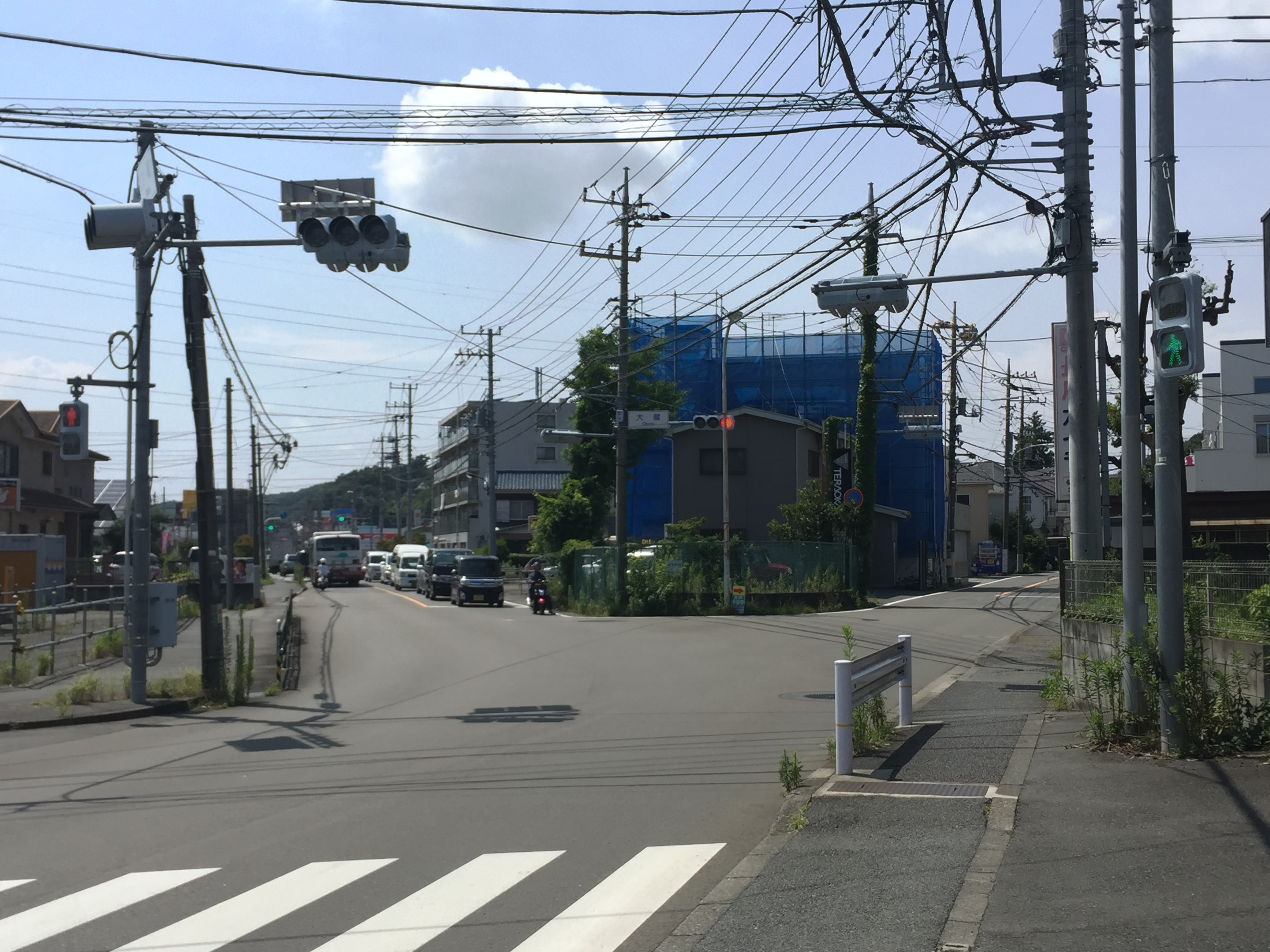
大蔵交差点（町田市大蔵町）
左側方向が都道57号（都道18号・町田方面も重複）、右側方向が都道18号・多摩市方面

神奈川県道・東京都道57号相模原大蔵町線（かながわけんどう・とうきょうとどう57ごう さがみはらおおくらまちせん）は、神奈川県相模原市中央区上溝から東京都町田市大蔵町を結ぶ主要地方道（県道・都道）である。

## 概要
神奈川県北部の相模原市と東京都南部の町田市を結ぶ幹線道路で、相模原市中央区内の上溝本町交差点の県道相模原茅ヶ崎線と神奈川県道508号厚木城山線より分岐して東進し、都県境を越えて町田市内の鶴見川に沿って行き、金井入口交差点で主要地方道世田谷町田線（鶴川街道）に接続する。途中、相模原市内の淵野辺交差点で国道16号と平面交差し、同市内の2つの鉄道であるJR相模線上溝駅前と、JR横浜線淵野辺駅前付近を通過する。踏切は無く、主要地方道相模原大蔵町線がJR相模線、横浜線の線路をアンダーパスする。町田市内の区間は、別名「芝溝街道（しばみぞかいどう）」とよばれる。相模原市内区間では「瓜生線」の愛称もある。

### 路線データ
- 起点：神奈川県相模原市中央区上溝 - 上溝本町交差点（神奈川県道46号相模原茅ヶ崎線と神奈川県道508号厚木城山線との交点）
- 終点：東京都町田市大蔵町 - 金井入口交差点（東京都道3号世田谷町田線との交点）
- 延長
  - 神奈川県道：不明
  - 東京都道：5,525m（実延長、2016年4月1日現在）[1]
- 面積
  - 神奈川県道：不明
  - 東京都道：92,075m2
- Google マップ

### 交通データ
平成22年(2010年)時点での相模原大蔵町線の交通状況について、
- 神奈川県相模原市中央区内を通る本道路の交通については以下の通りになっている[2]。

| 交通調査地点                 | 昼間12時間自動車類交通量 | 昼間12時間自動車類交通量 | 昼間12時間自動車類交通量 | 24時間自動車類交通量 | 24時間自動車類交通量 | 24時間自動車類交通量 | 道路部幅員 | 車道部幅員 | 車道幅員 | 歩道幅員 | 歩道幅員 | 車線数 |
| 交通調査地点                 | 小型車                   | 大型車                   | 合計                     | 小型車               | 大型車               | 合計                 | 道路部幅員 | 車道部幅員 | 車道幅員 | 上り     | 下り     | 車線数 |
| 相模原市中央区陽光台2-2-8    | 8026台                   | 1094台                   | 9120台                   | 11405台              | 1728台               | 13133台              | 15.00m     | 9.00m      | 7.20m    | 1.50m    | 1.50m    | 2      |
| 相模原市中央区淵野辺本町2-41 | 6339台                   | 969台                    | 7308台                   | 9047台               | 1477台               | 10524台              | 13.00m     | 9.00m      | 7.20m    | 1.50m    | 1.50m    | 2      |

## 路線状況

### 通称
- 芝溝街道：神奈川県東京都境 - 金井入口交差点（かつて東京の芝と上溝を結ぶ道路として建設されたため）

### 重複する路線・通称
- 新袋橋交差点 - 大蔵交差点（東京都道18号府中町田線 鎌倉街道）

## 地理

### 通過する自治体
- 神奈川県
  - 相模原市(中央区)
- 東京都
  - 町田市

## 交差する主な道路
| 交差する道路                                                   | 交差する道路                                       | 交差点名                 | 所在地   | 所在地   |
| -------------------------------------------------------------- | -------------------------------------------------- | ------------------------ | -------- | -------- |
| 神奈川県道46号相模原茅ヶ崎線                                   | 神奈川県道46号相模原茅ヶ崎線                       | 上溝本町                 | 神奈川県 | 相模原市 |
| 神奈川県道507号相武台相模原線                                  | 神奈川県道507号相武台相模原線                      | 星が丘                   | 神奈川県 | 相模原市 |
| 国道16号(東京環状・八王子街道)                                 | 国道16号(東京環状・八王子街道)                     | 淵野辺                   | 神奈川県 | 相模原市 |
| 神奈川県道502号淵野辺停車場線                                  | 神奈川県道502号淵野辺停車場線                      | 渕野辺駅入口             | 神奈川県 | 相模原市 |
| -                                                              | 旧道(相模原市道山王平線)                           | 淵野辺本町二丁目         | 神奈川県 | 相模原市 |
| 東京都道47号八王子町田線(町田街道)                             | 東京都道47号八王子町田線(町田街道)                 | 根岸西                   | 東京都   | 町田市   |
| 東京都道155号町田平山八王子線                                  | -                                                  | 図師大橋                 | 東京都   | 町田市   |
| 東京都道156号町田日野線・町田市道鶴川1963号線(都道156号線旧道) | 町田市道忠生225号線                                | 並木                     | 東京都   | 町田市   |
| 東京都道18号府中町田線(鎌倉街道・鎌倉街道パイパス)             | 東京都道18号府中町田線(鎌倉街道・鎌倉街道パイパス) | 新袋橋                   | 東京都   | 町田市   |
| 都道18号線重複区間                                             |                                                    |                          |          |          |
| 町田市道鶴川383号線                                            | 町田市道鶴川1714号線(都道18号線旧道・旧鎌倉街道)   | 袋橋                     | 東京都   | 町田市   |
| 都道18号線重複区間                                             |                                                    |                          |          |          |
| 都道18号支線                                                   | 町田市道鶴川1202号線                               | 名称なし(旧：鶴川集会所) | 東京都   | 町田市   |
| 都道18号線重複区間                                             |                                                    |                          |          |          |
| 都道18号(鎌倉街道)                                             | 町田市道鶴川289号線                                | 大蔵                     | 東京都   | 町田市   |
| 町田市道鶴川202号線(旧鶴川街道)                                | 東京都道3号世田谷町田線(鶴川街道)                  | 金井入口                 | 東京都   | 町田市   |
| 東京都道3号世田谷町田線(鶴川街道)                              |                                                    |                          |          |          |

### 地形
- 周辺の山
  - 七国山（東京都町田市）
- 周辺の河川
  - 姥川 - 姥川橋（神奈川県相模原市）
  - 境川 - 山根橋（神奈川県相模原市 - 東京都町田市）
  - 鶴見川 - 図師大橋（東京都町田市）
  - 結道川（東京都町田市）
  - 小野路川（東京都町田市）